# 九久平町
九久平町（くぎゅうだいらちょう）は、愛知県豊田市の松平地区にある町名。

## 地理
豊田市南部に位置し、東は林添町、西は岩倉町、南は中垣内町・桂野町・加茂川町、北は鵜ケ瀬町・大内町に接する。

### 河川
- 巴川

### 小字
- 庵河原毛（あんかわらけ）
- 石鍋（いしなべ）
- 石橋（いしばし）
- 井戸入（いどいり）
- 井ノ越（いのこし）
- 入坂（いりさか）
- 岩谷（いわや）
- 上八木（うばやぎ）
- 梅ノ入（うめのいり）
- 大七（おおひち）
- 大給下（おぎゅうした）
- 河原畑（かわらばた）
- 妓草（ぎそう）
- 蛛ケ入（くもがいり）
- 栗ノ谷下（くりのやげ）
- 河内澤（こうちざわ）
- 小札田（こさつだ）
- 小谷下（こやげ）
- 座頭谷下（ざとうやげ）
- 晒田（さらしだ）
- 猿口（さるぐち）
- 澤ノ堂（さわのどう）
- 澤ノ向（さわのむかい）
- 社宮神（しゃぐうじん）
- 神田（じんで）
- 菅沼（すがぬま）
- 立壁（たてかべ）
- 寺前（てらまえ）
- 百々（どうど）
- 堂ノ根（どうのね）
- 田面（とうも）
- 鳥屋ケ根（とやがね）
- 長洞（ながぼら）
- 根畑（ねばた）
- 林口（はやしぐち）
- 的場（まとば）
- 丸根（まるね）
- 宮下（みやした）
- 宮ノ根（みやのね）
- 向菅沼（むかいすがぬま）
- 薬師（やくし）
- 薬師ケ嶽（やくしがたけ）
- 柳ケ入（やながいり）
- 簗場（やなば）
- 山中（やまなか）
- 山ノ田（やまのた）
- 雪広（ゆきひろ）
- 横手（よこて）

## 世帯数と人口
2023年（令和5年）8月1日現在の世帯数と人口は以下の通りである。
| 町丁     | 世帯数  | 人口  |
| -------- | ------- | ----- |
| 九久平町 | 342世帯 | 911人 |

## 学区
市立小・中学校に通う場合、学区は以下の通りとなる。
| 番・番地等 | 小学校               | 中学校             | 高等学校普通科 |
| ---------- | -------------------- | ------------------ | -------------- |
| 全域       | 豊田市立九久平小学校 | 豊田市立松平中学校 | 三河学区       |

## 歴史
加茂郡（東加茂郡）九久平村を前身とする。

### 町名の由来
山や川に囲まれた険しく狭い地形を意味する「きゅうぶ」に由来するとみられる。

### 沿革
- 1889年（明治22年）10月1日 - 町村制施行・合併に伴い、東加茂郡小川村大字九久平となる[5]。
- 1906年（明治39年）5月1日 - 合併に伴い、松平村大字九久平となる[5]。
- 1961年（昭和36年）11月1日 - 町制施行に伴い、松平町大字九久平となる[5]。
- 1962年（昭和37年） - 一部が大字鵜ケ瀬となる[5]。
- 1970年（昭和45年）4月1日 - 松平町の豊田市への編入に伴い[7]、住所表示が豊田市大字九久平に変更される[5]。
- 1973年（昭和48年）4月1日 - 豊田市で新町名が設定され、住所表示が豊田市九久平町に変更される[5]。

## 施設
- 松平交流館
- 豊田市役所松平支所
- 豊田市立松平中学校
- 豊田市立九久平小学校
- 豊田市立松平こども園
- 豊田市松平体育館
- 神明宮

## ギャラリー

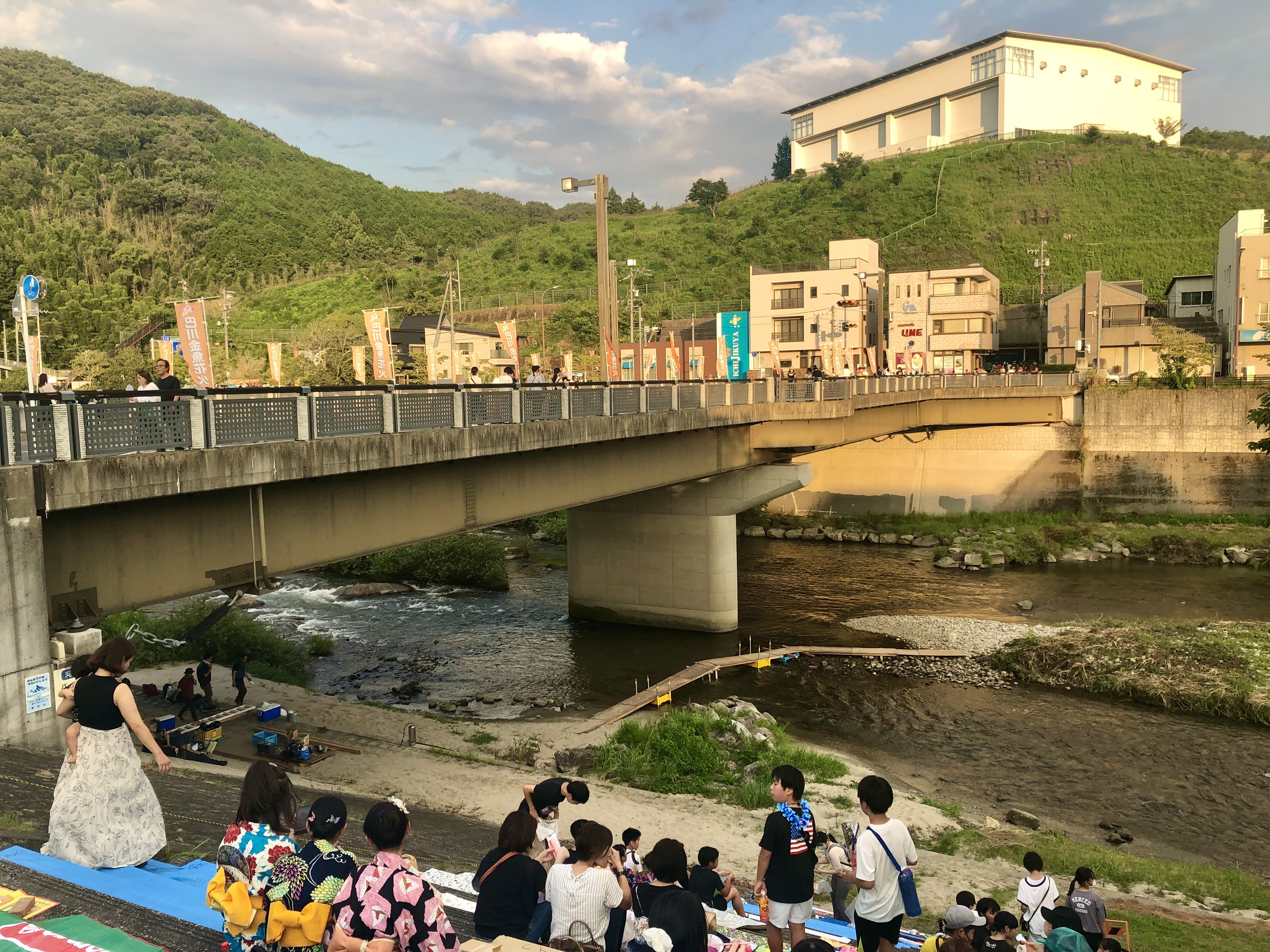
巴川に架かる港橋
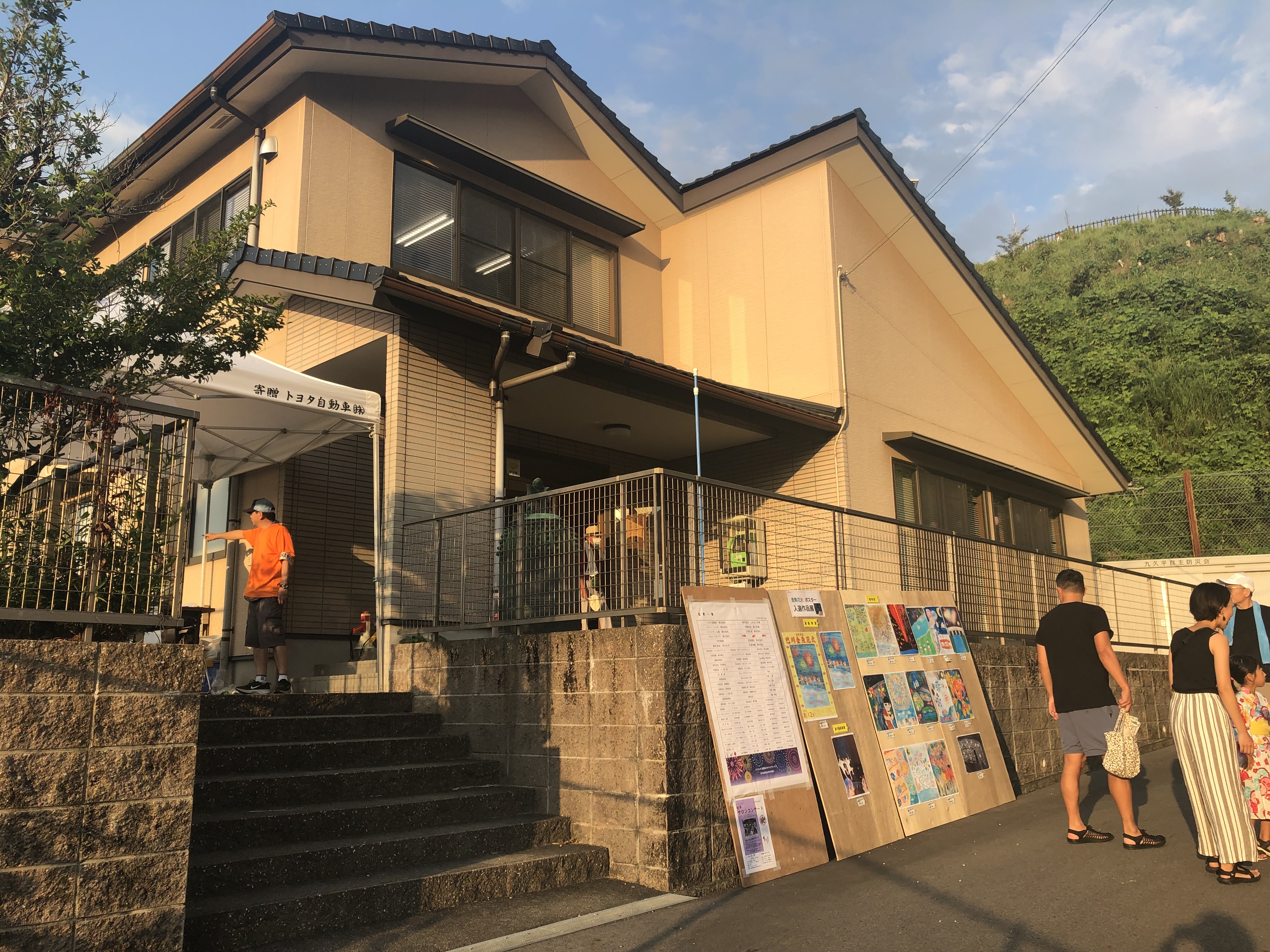
九久平公民館
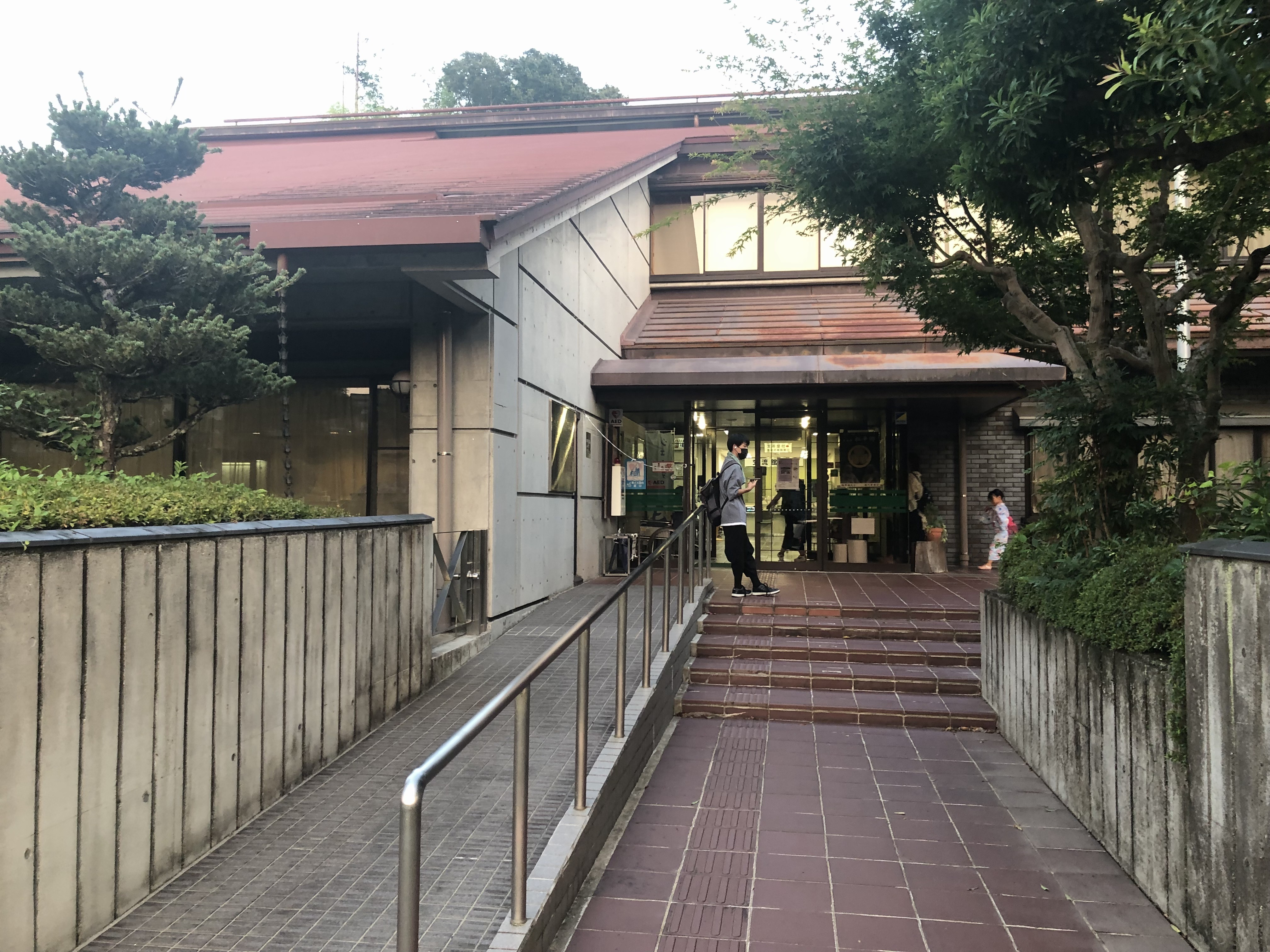
松平交流館
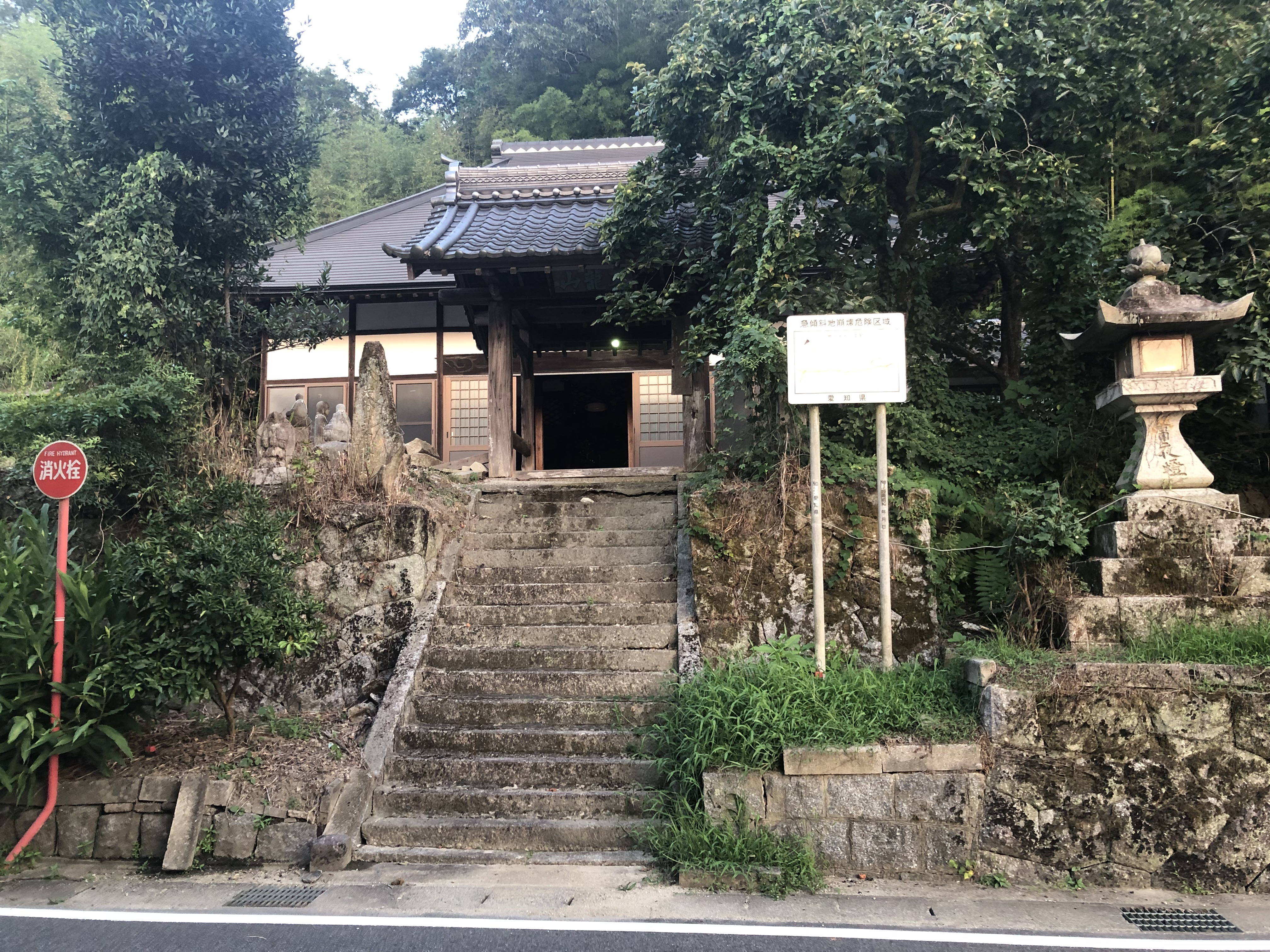
吉祥院
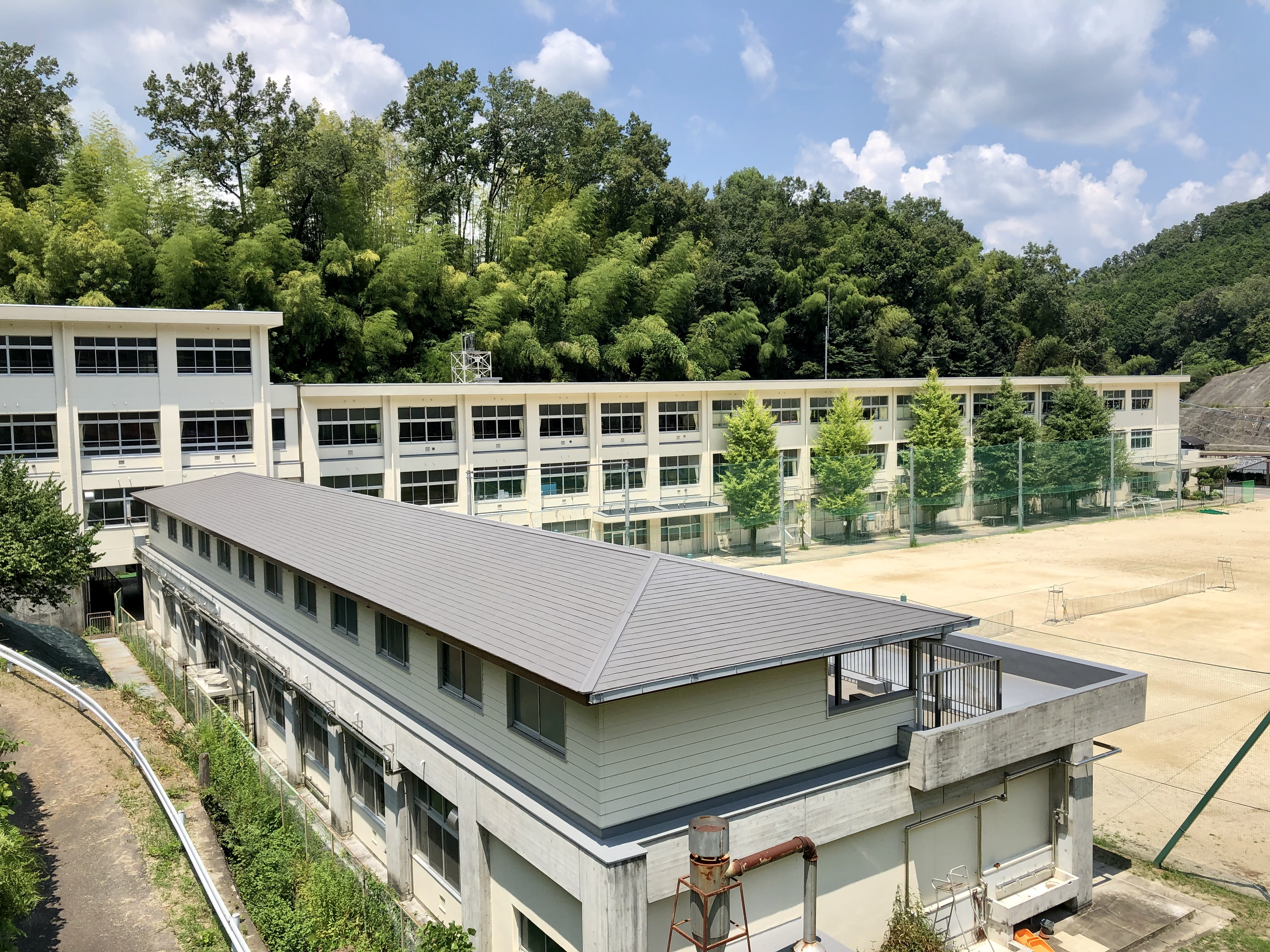
豊田市立松平中学校
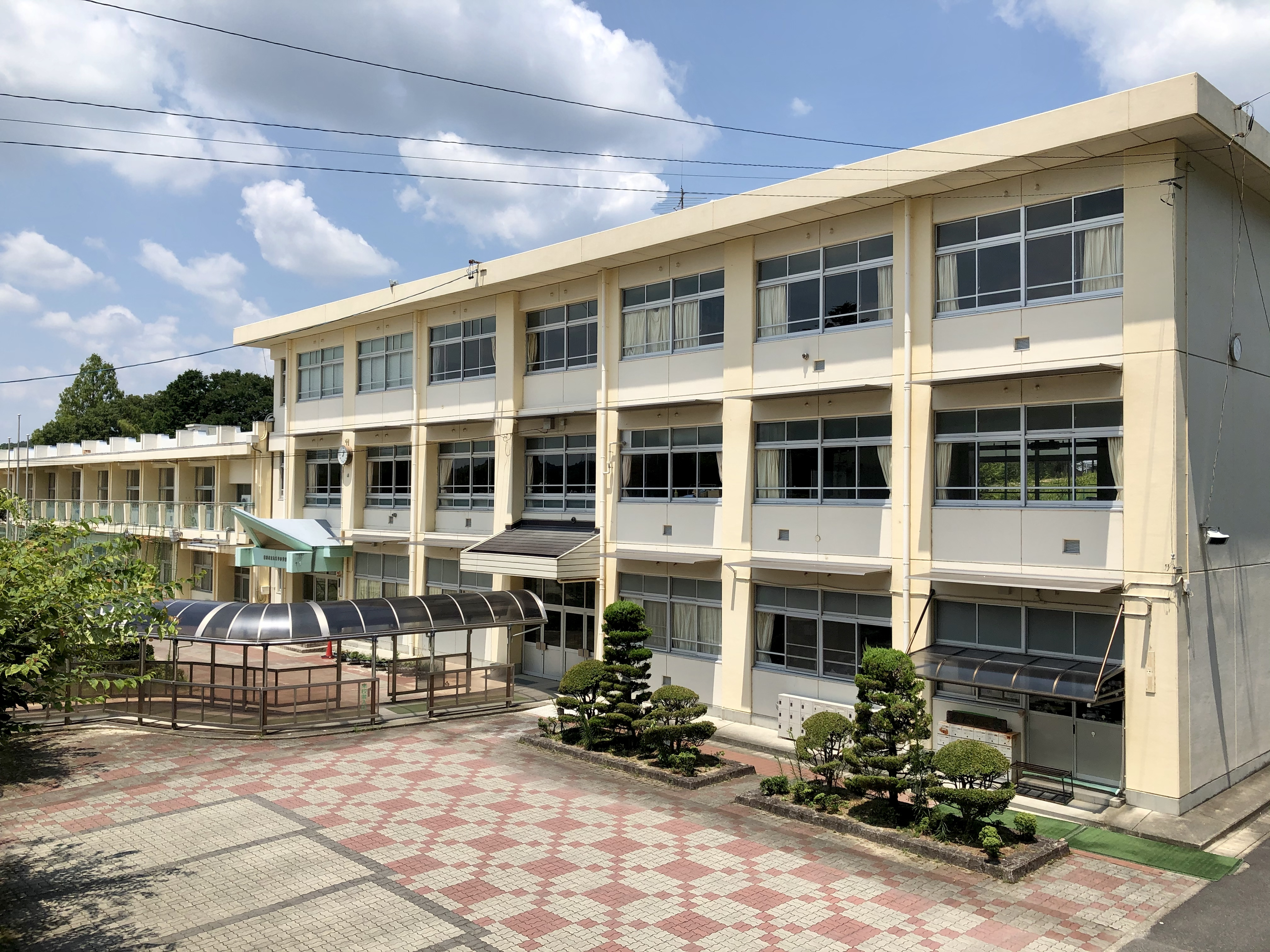
豊田市立九久平小学校
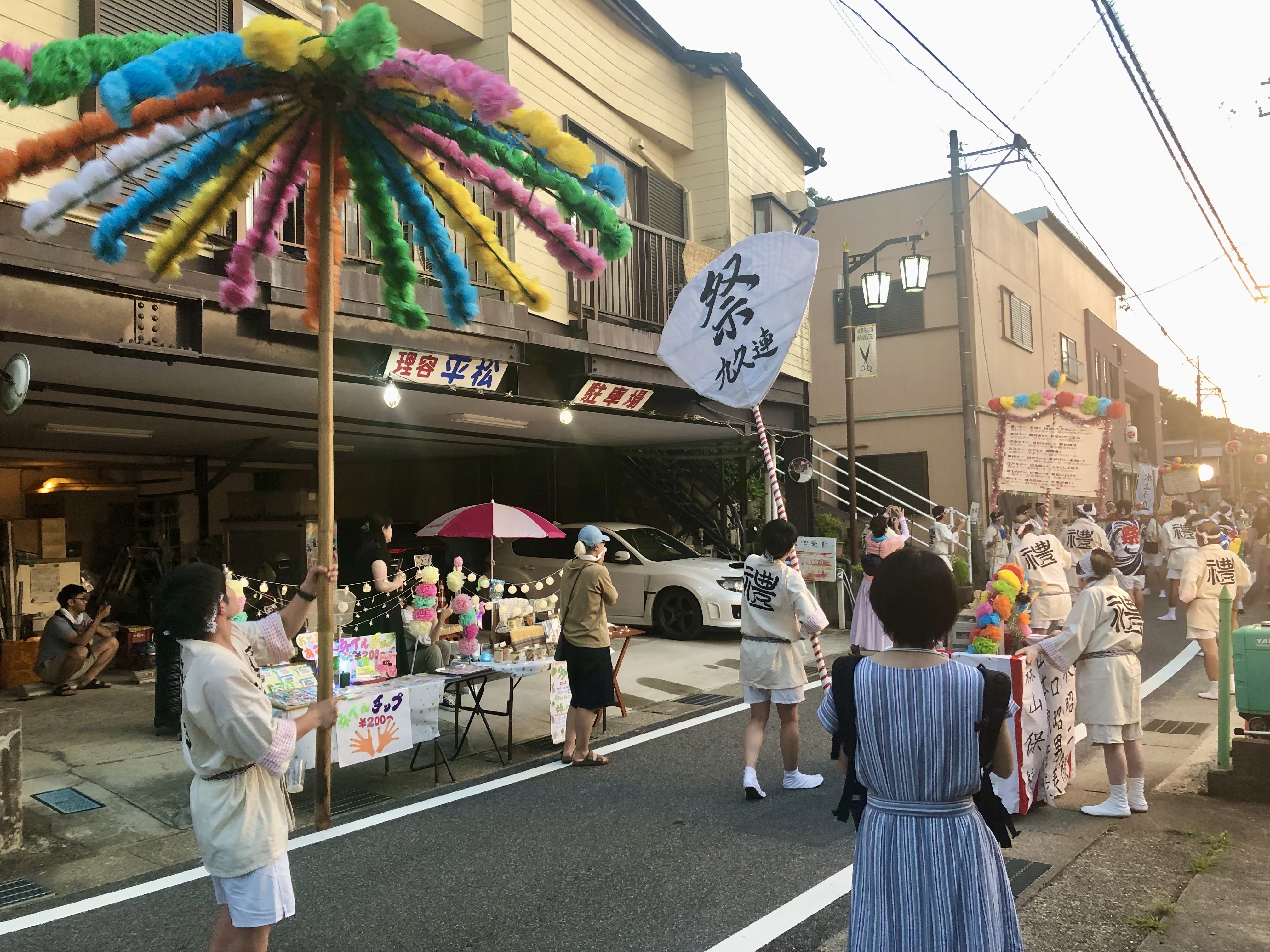
九久平商店街

## 交通
- 国道301号
- 愛知県道39号岡崎足助線

## その他

### 日本郵便
- 郵便番号 : 444-2224[2]（集配局：松平郵便局[8]）。